# Cyrenia androgyne
Cyrenia androgyne är en fjärilsart som beskrevs av Hans Ferdinand Emil Julius Stichel 1910. Cyrenia androgyne ingår i släktet Cyrenia och familjen Riodinidae. Inga underarter finns listade i Catalogue of Life.